# پی آر والاس
 پی آر والاس (انگلیسی: P. R. Wallace؛ زاده ۱۹ آوریل ۱۹۱۵ درگذشته ۲۰ مارس ۲۰۰۶) یک دانشمند اهل کانادا بود.